# Rainer Biesinger

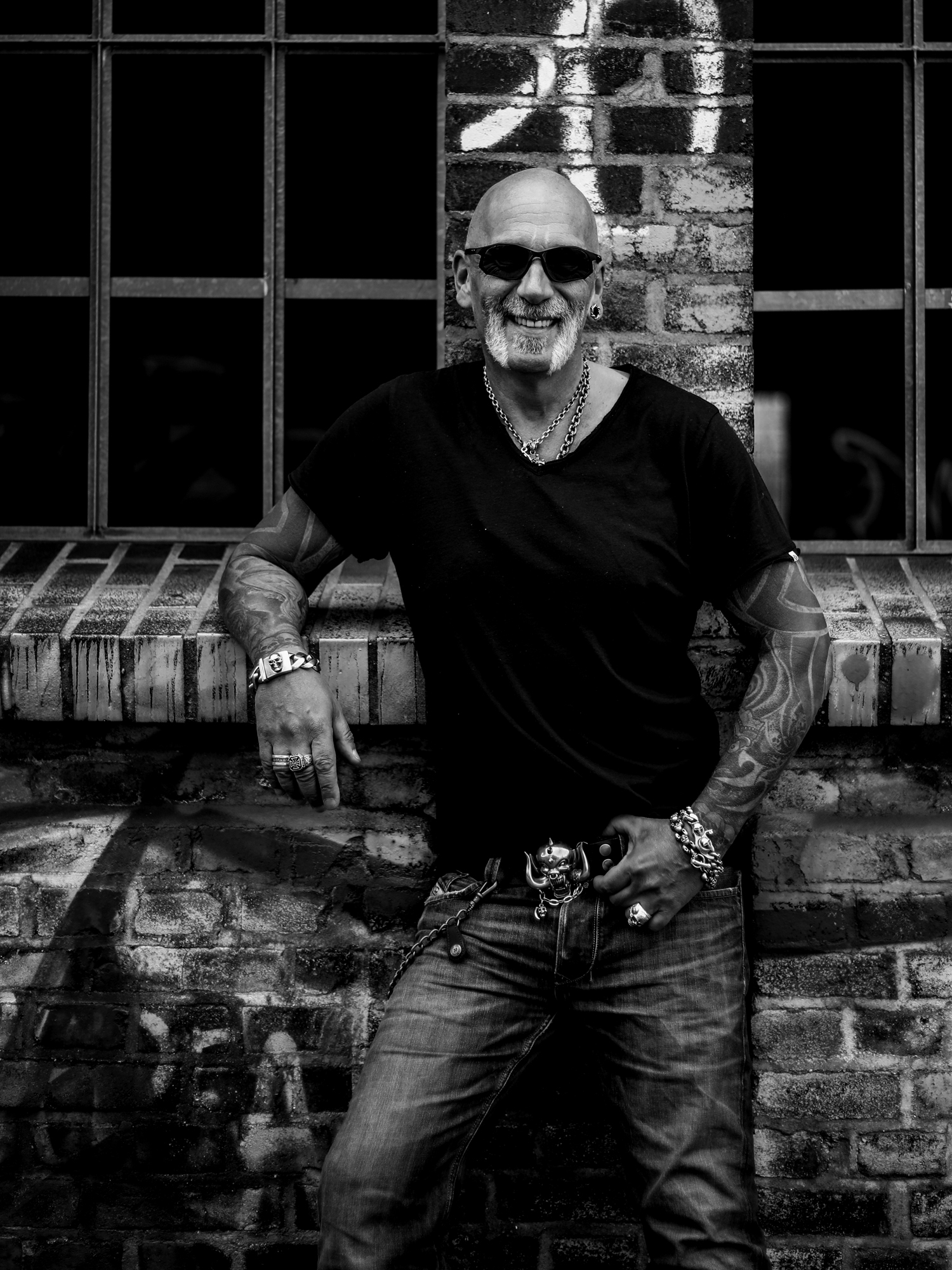
Rainer Biesinger - Der Heavy Metal Coach

Rainer Biesinger (* 9. Februar 1966 im heutigen Villingen-Schwenningen) ist ein deutscher Autor und Vortragsredner.

## Leben
Rainer Biesinger lebte lange Zeit in Tuttlingen.
In seinen Büchern verarbeitet er seinen Weg aus einem von Gewaltausbrüchen und Drogenabhängigkeit dominierten politoxikomanen Leben in eine bürgerliche Existenz. Seit 1997 ist er trocken und clean.
Biesinger ist Master der kognitiven Neurowissenschaften und arbeitet als Persönlichkeitstrainer, Schriftsteller und Vortragsredner. Bei Lesungen oder in Vorträgen in Schulen und Unternehmen informiert er über die Gefahren von Drogensucht und die Möglichkeiten des Ausstiegs.

## Publikationen
- Onkel Edel – Frei und nicht therapierbar! Der Punk-Rock-Hippie. Engelsdorfer Verlag, Leipzig 2007. ISBN 978-3-86703-303-9.
- Brainfucked – Der Heavy Metal Coach. Telescope Verlag, Mildenau 2011. ISBN 978-3-941139-95-4.
- Brainfucked – Revolution. Telescope Verlag. Mildenau 2012. ISBN 978-3-941139-48-0.
- The Fire of Change – Für ein besseres Leben ist es nie zu spät. Gabal Verlag. Offenbach 2015. ISBN 978-3-86936-630-2.
- Brain Tattoos – Du bist was du denkst. Schwarzkopf & Schwarzkopf Verlag. Berlin 2016, ISBN 978-3-86265-580-9.
- Verstehen setzt Verstand voraus ... den kleinen Mann im Ohr gibt es wirklich! werdewelt Verlags- und Medienhaus GmbH, Mittenaar 2017, ISBN 978-3-9818957-0-4.
- Ohne Dop(amin)e ist alles doof – Aktive Veränderungsarbeit im Persönlichkeitstraining nach Kokainmissbrauch. Springer Fachmedien GmbH, Wiesbaden 2018, ISBN 978-3-658-23525-3.
- TOXISCH. Springer-Verlag, Berlin 2020, ISBN 978-3-662-60677-3.
- 75 Coachingkarten – Suchtgefahren erkennen. Julius Beltz, Weinheim 2020
- Toolbox Coaching. Julius Beltz, Weinheim 2021
- Der Heavy Metal Coach - Rock your riot Demon. Amazon KDP, 2022, ISBN 979-8-4089-3547-5
- ADDICTED to LIFE – KILLED by DEATH – Das Rockfestival der Sucht, Amazon KDP, 2024, ISBN 979-8-8659-2120-2